# Вулиця Грицька Чубая
Ву́лиця Грицька́ Чуба́я — вулиця у Личаківському районі міста Львова, в місцевості Погулянка. Прямує від вулиці Кониського на південний схід до вулиці Тершаковців. Прилучається вулиця Михайла Павлика.

## Історія
- 1907—1944 роки — Домагалічів, на честь львівської патриціанської родини XVI століття.
- 1944—2022 роки — вулиця Академіка Павлова, на честь російського та радянського фізіолога Івана Павлова.
- Рішенням виконавчого комітету Львівської міської ради від 18 серпня 2022 року вулицю Академіка Павлова перейменовано на вул. Грицька Чубая, на пошану видатного українського поета, перекладача, художника, мистецтвознавця Григорія Чубая[8].

## Забудова
В архітектурному ансамблі вулиці Грицька Чубая переважають віденська сецесія та конструктивізм. Більшість будинків внесено до Реєстру пам'яток архітектури місцевого значення.

### З непарного боку вулиці
№ 1 — кам'яниця, збудована за проєктом Тадея Обмінського фірмою Івана Левинського у 1905—1906 роках на замовлення братів Юзефа та Александера Ельстерів, у стилі орнаментальної сецесії. Фасад оздоблено ліпним сецесійним декором та майоліковими керамічними плитками. Будинок внесений до Реєстру пам'яток архітектури місцевого значення під охоронним № 220-м.
№ 3 — кам'яниця, збудована за проєктом Тадея Обмінського фірмою Івана Левинського у 1905—1906 роках на замовлення братів Юзефа та Александера Ельстерів, у стилі орнаментальної сецесії. Фасад декоровано гротесковими маскаронами та ліпним рослинним орнаментом. Будинок внесений до Реєстру пам'яток архітектури місцевого значення під охоронним № 221-м.
№ 5 — триповерховий житловий будинок, збудований у 1911—1912 роках за проєктом архітектора Ігнатія Віняжа у стилістиці «раціональної» сецесії з елементами неокласицизму для Озіаша Ґольдаппера, власника будівельного підприємства. У 1935 році будинок належав Натану Шапірі. До вересня 1939 року будинок перебував у власності купця Арнольда Бардаха. Будинок внесений до Реєстру пам'яток архітектури місцевого значення під охоронним № 223-м.
№ 7 — триповерховий житловий будинок, збудований у 1911-1912 роках за проєктом архітектора Ігнатія Віняжа у стилістиці «раціональної» сецесії з елементами неокласицизму для Вольфа Зандауера. У 1935 році будинок належав Нахуму та Юлії Ціммерманам. До вересня 1939 року будинок перебував у власності купця Марка Ціммермана. Будинок внесений до Реєстру пам'яток архітектури місцевого значення під охоронним № 228-м.
№ 9 — житловий будинок (колишня адреса — вул. Домагалічув, 9) збудований у 1913—1914 роках за проєктом Романа Фелінського чи Аби (Альберта) Корнблюта на замовлення Ришарда Гауснера. Фасад виконано зі стилізованими мотивами Львівського ренесансу, що найбільш виражено в обрамлені вікон. В будинку у 1916—1944 роках мешкав видатний український історик Іван Крип'якевич, про що свідчить меморіальна таблиця встановлена на фасаді будинку. Будинок внесений до Реєстру пам'яток архітектури місцевого значення під охоронним № 230-м.

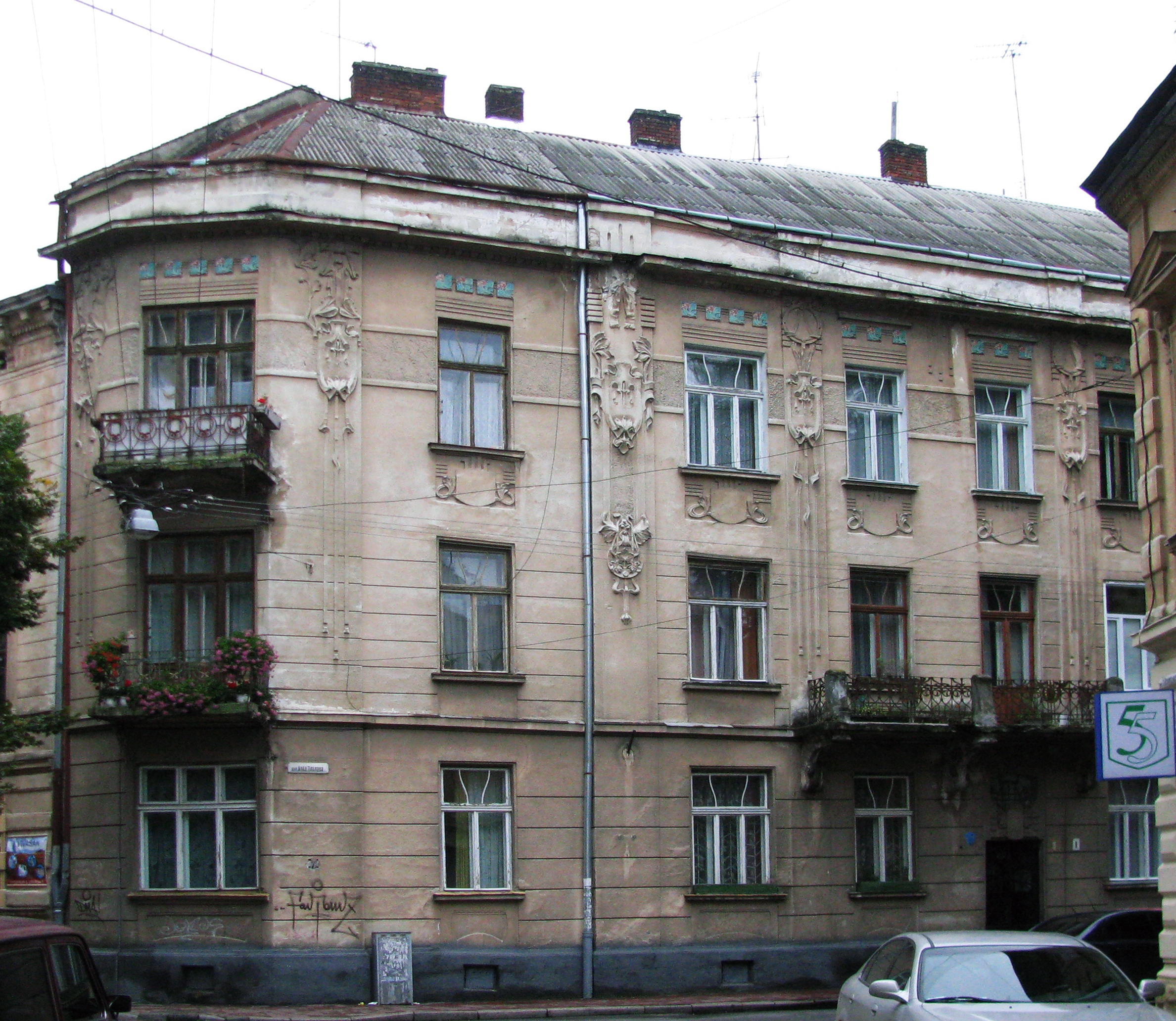
Житловий будинок (вул. Грицька Чубая, 1)
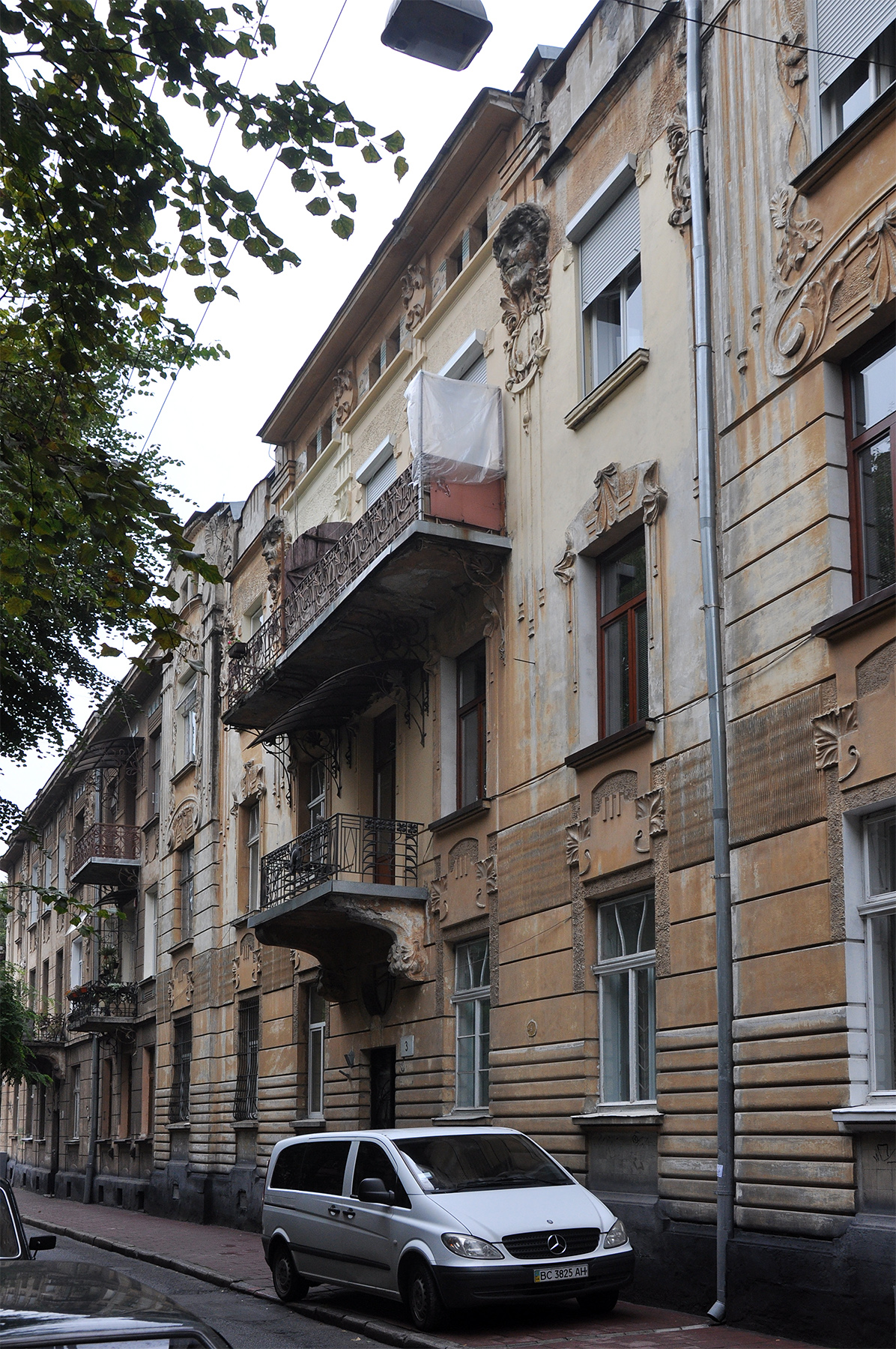
Житловий будинок (вул. Грицька Чубая, 3)
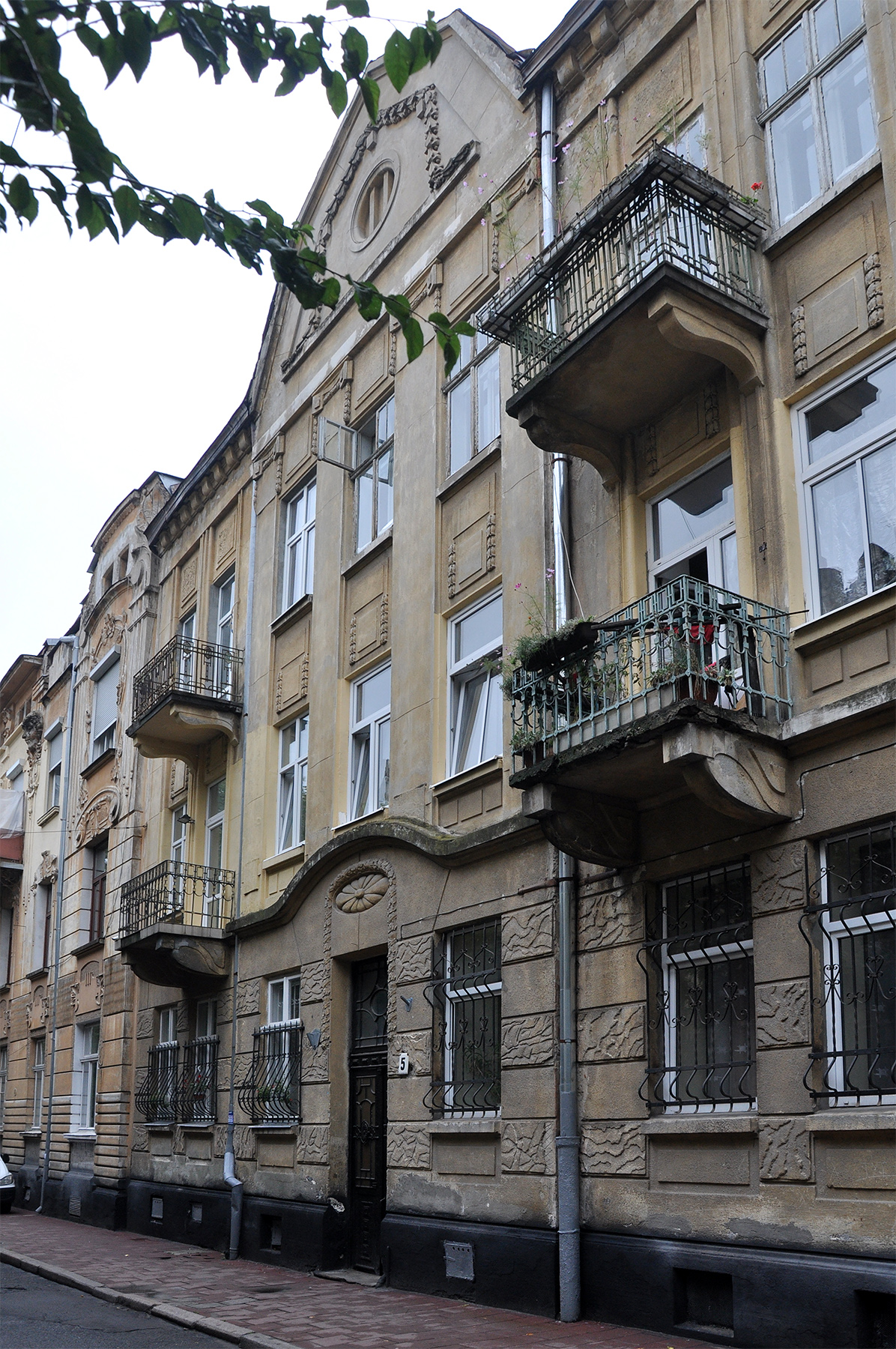
Житловий будинок (вул. Грицька Чубая, 5)
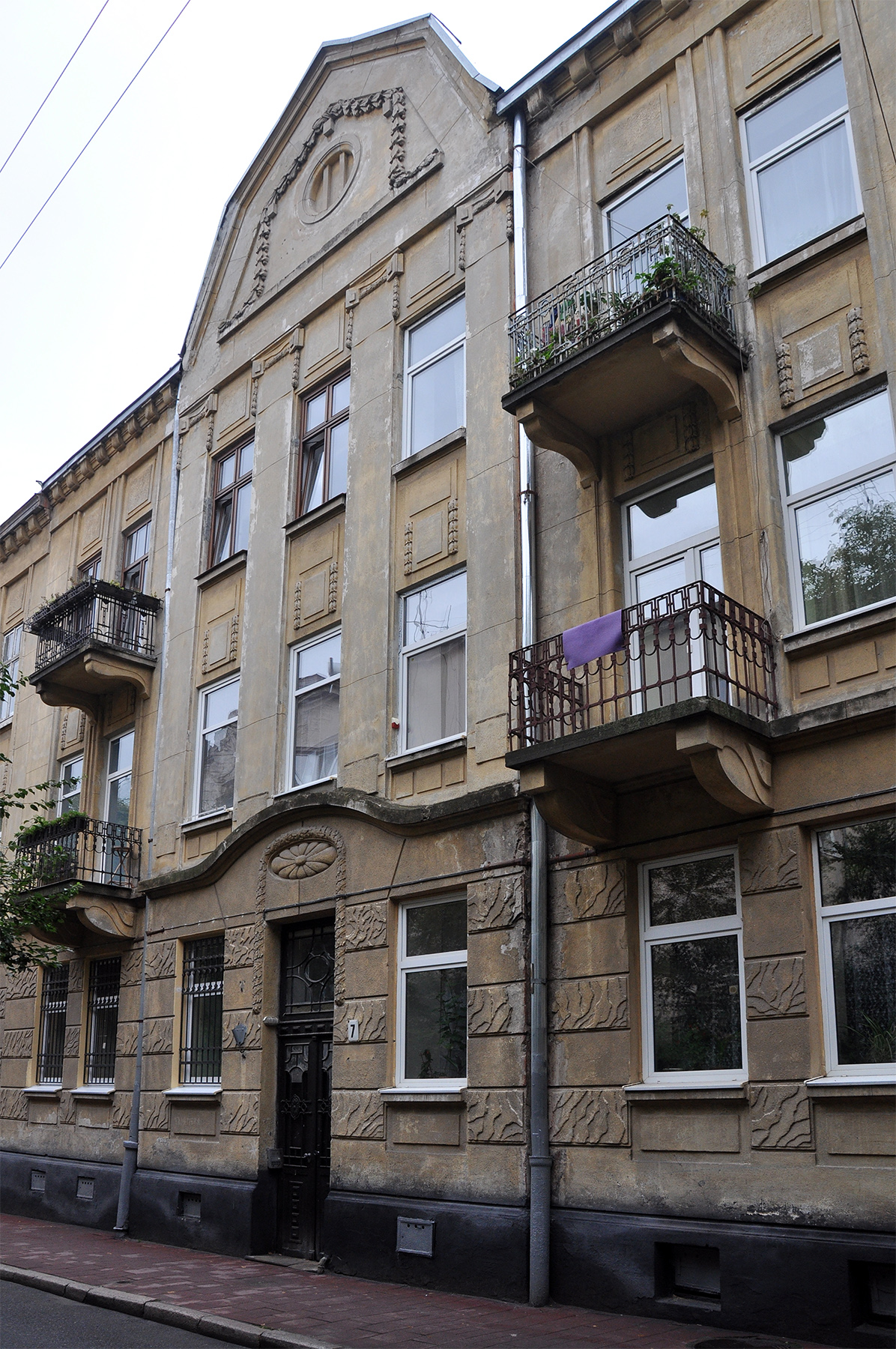
Житловий будинок (вул. Грицька Чубая, 7)
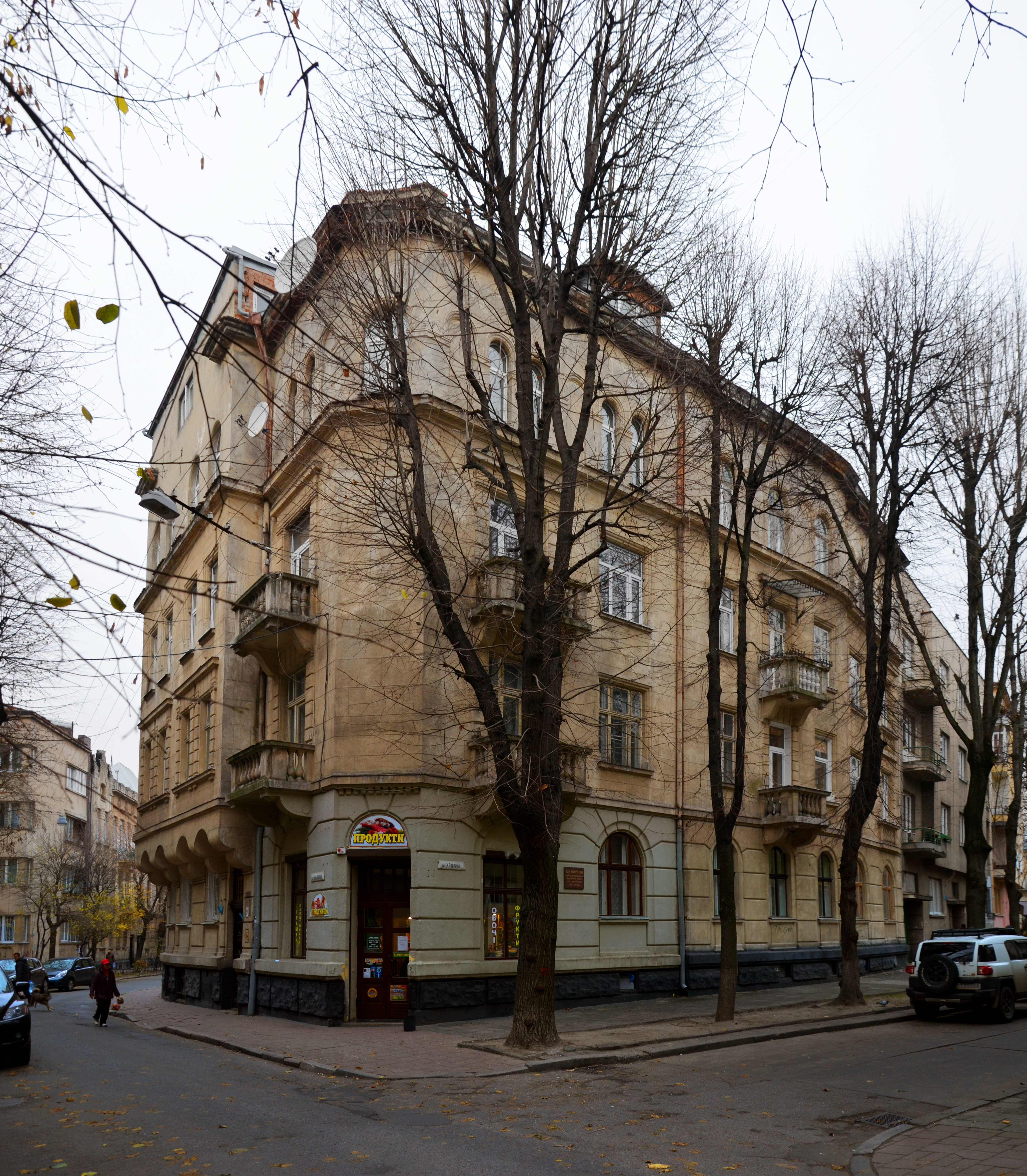
Житловий будинок (вул. Грицька Чубая, 9)

### З парного боку вулиці
№ 2 — житловий будинок збудований фірмою Івана Левинського за проєктом Тадея Обмінського у 1905—1906 роках на замовлення колишнього власника Яна Лянґе у стилі орнаментальної сецесії. Фасад будинку декоровано керамічним панно із зображенням дерев. Будинок внесений до Реєстру пам'яток архітектури місцевого значення під охоронним № 653-м.
№ 4 — кам'яниця, збудована на замовлення архітектора Адольфа Піллера фірмою Івана Левинського у 1905—1906 роках. Будинок виконаний у стилі орнаментальної сецесії. Можливо, Адольф Піллер брав участь у проєктуванні деталей фасаду та інтер'єру. Сходову клітку прикрашає вітражне панно. Будинок внесений до Реєстру пам'яток архітектури місцевого значення під охоронним № 222-м.
№ 6а, 6б, 6ц — житлові будинки, споруджені у 1939 році за проєктом архітектора Фердинанда Касслера.
№ 8 — житловий будинок, на фасаді котрого встановлено меморіальну таблицю, яка сповіщає, що у цьому будинку мешкали художники Марія та Роман Сельські. Будинок внесений до Реєстру пам'яток архітектури місцевого значення під охоронним № 229-м.

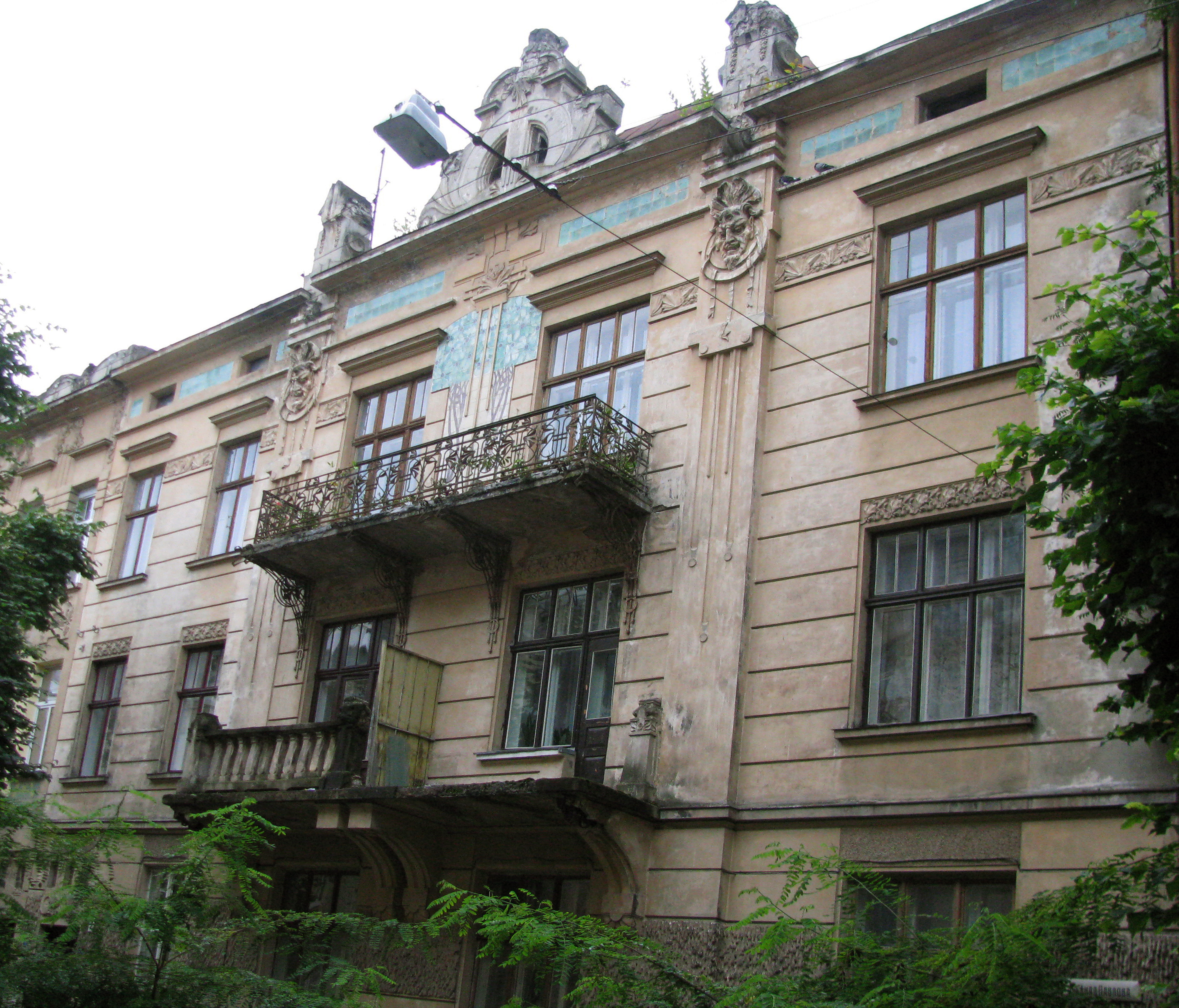
Житловий будинок (вул. Грицька Чубая, 2)
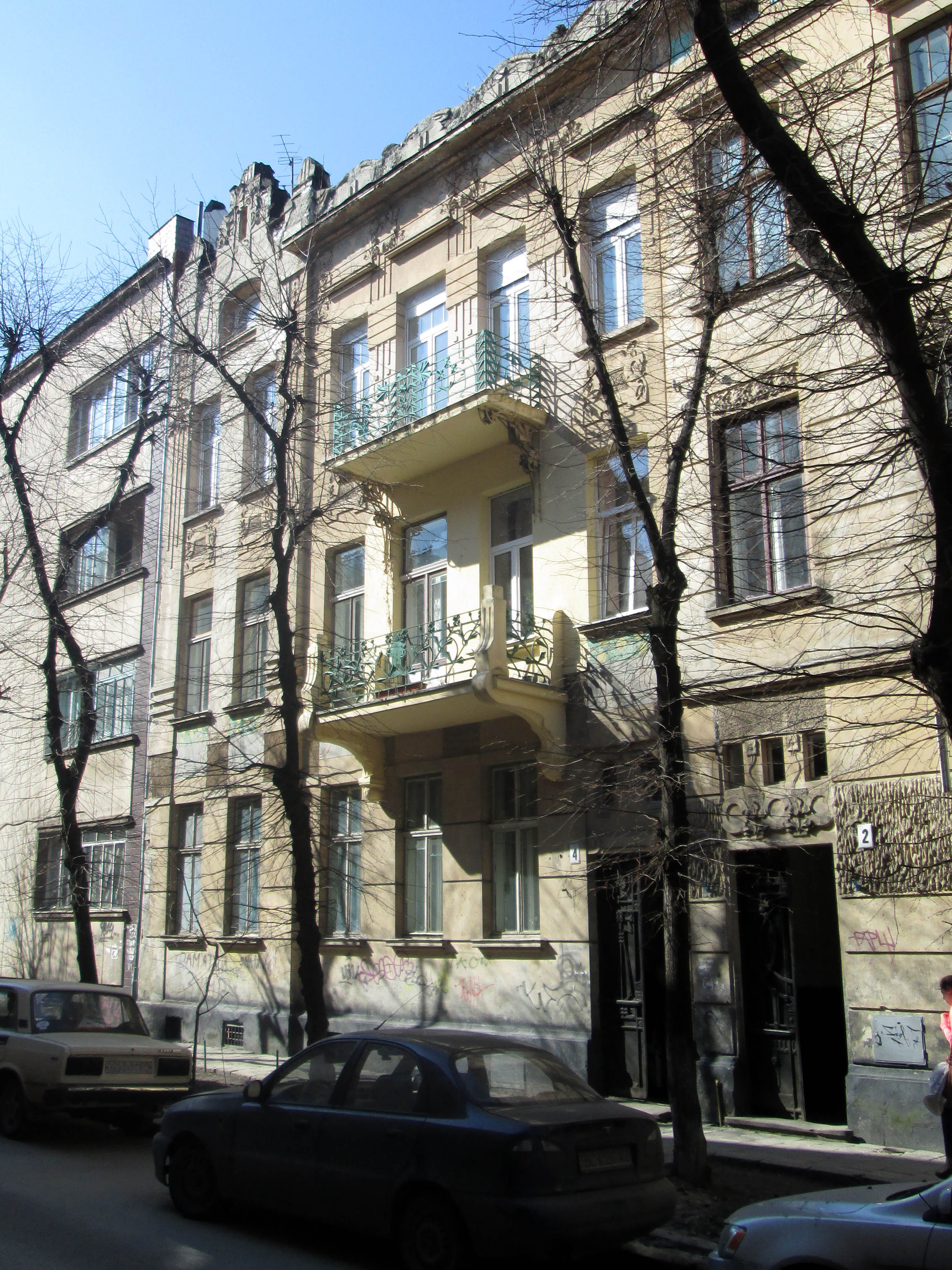
Житловий будинок (вул. Грицька Чубая, 4)
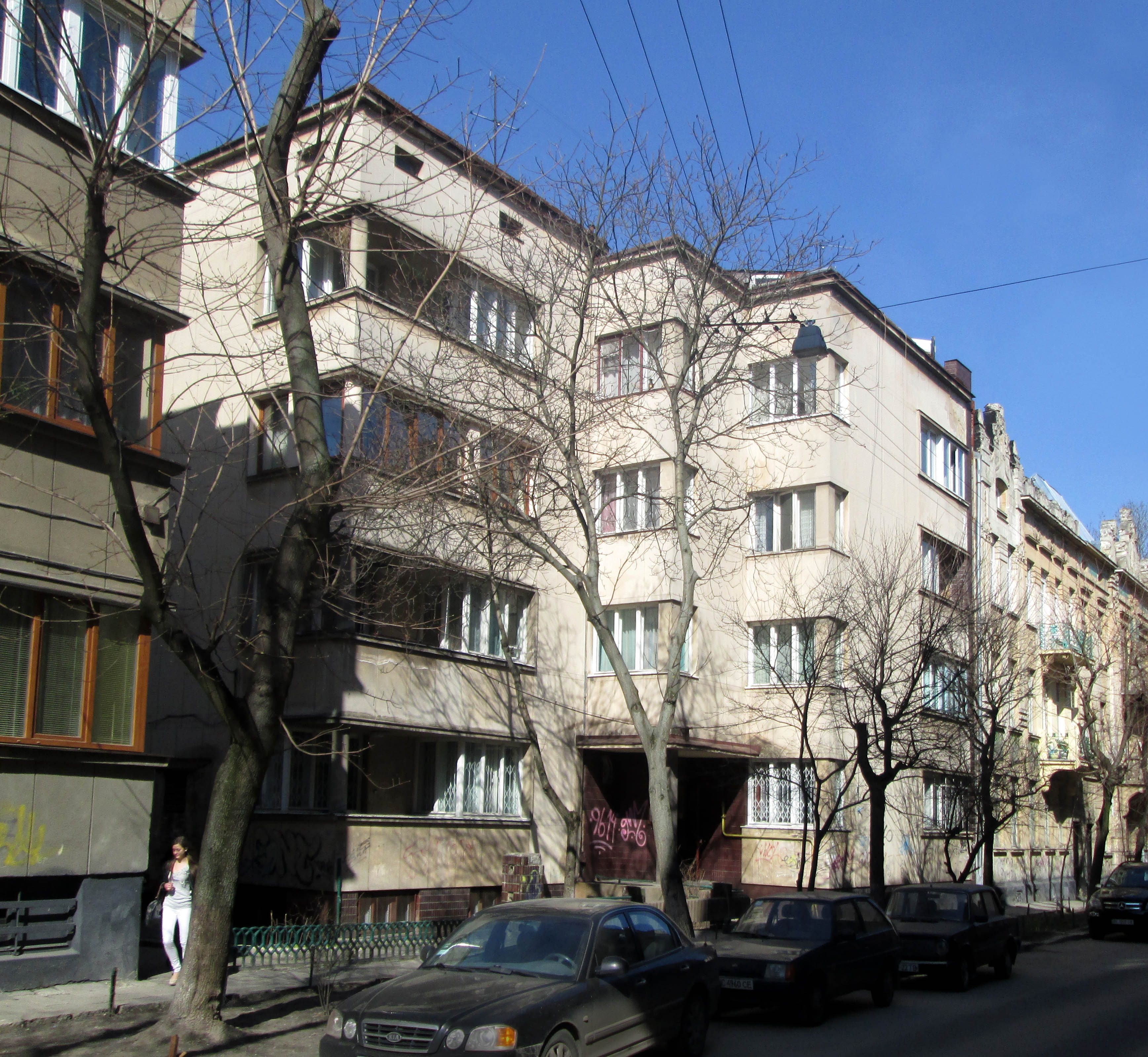
Житловий будинок (вул. Грицька Чубая, 6)
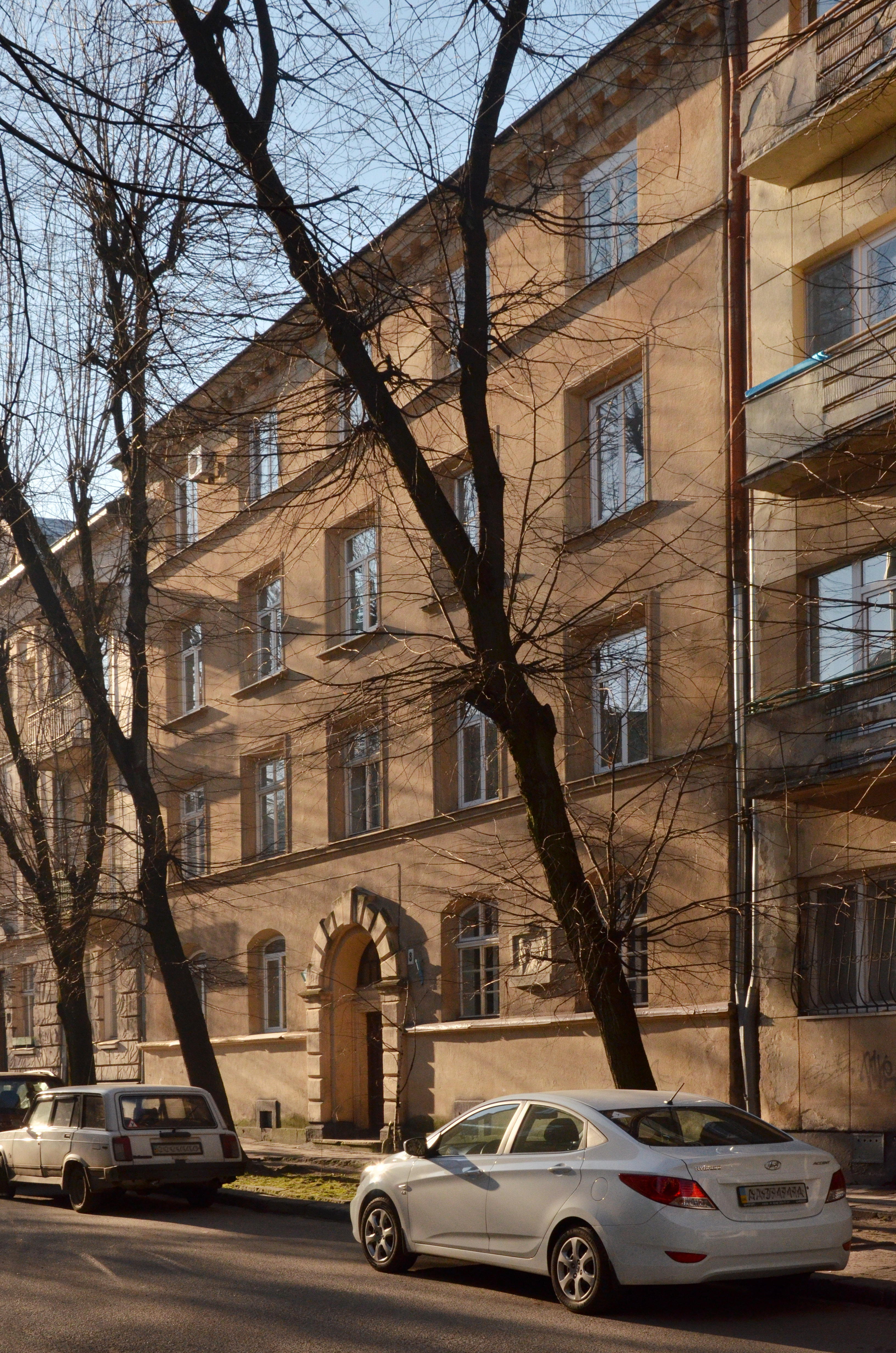
Житловий будинок (вул. Грицька Чубая, 8)
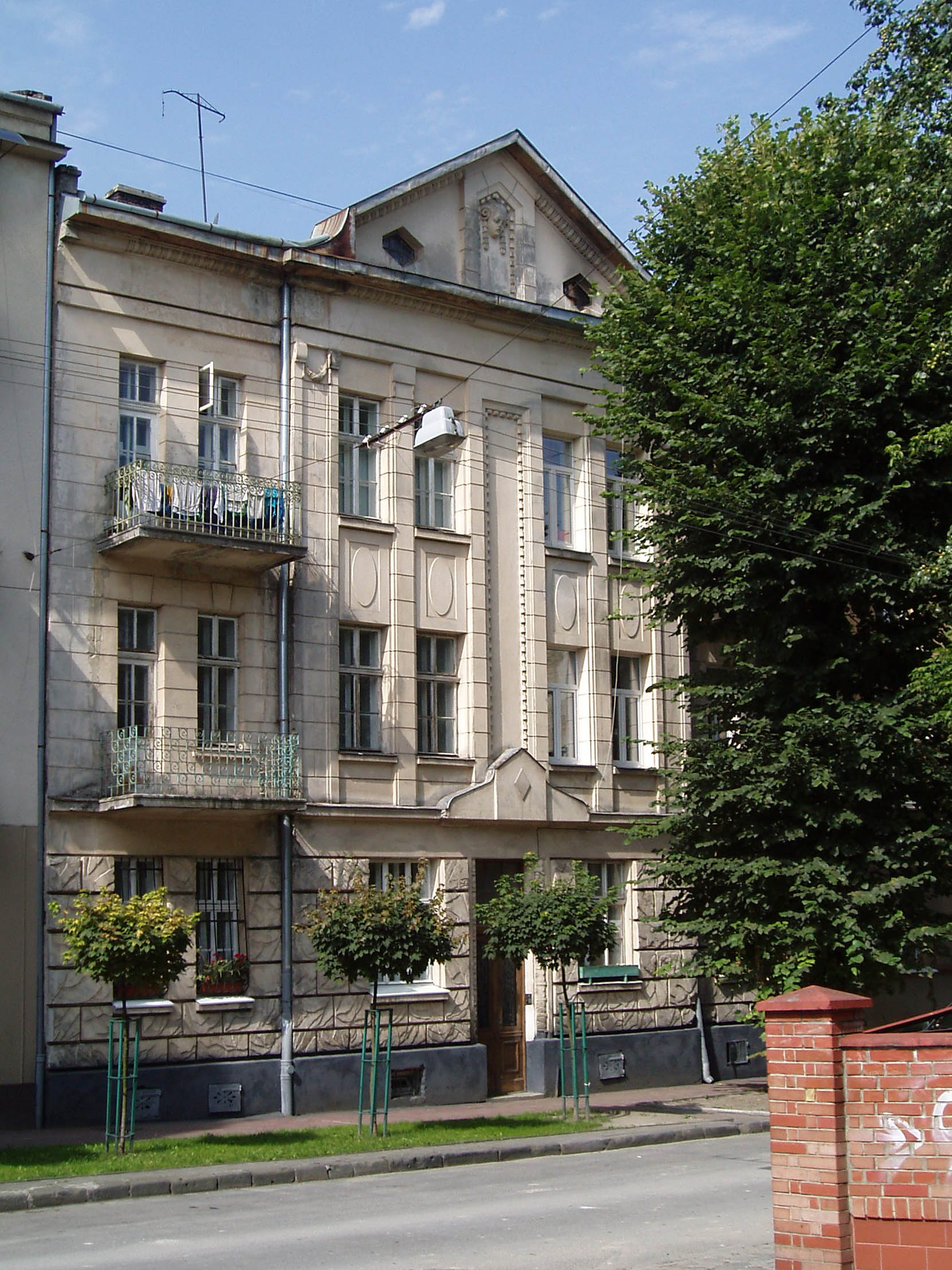
Житловий будинок (вул. Грицька Чубая, 10)
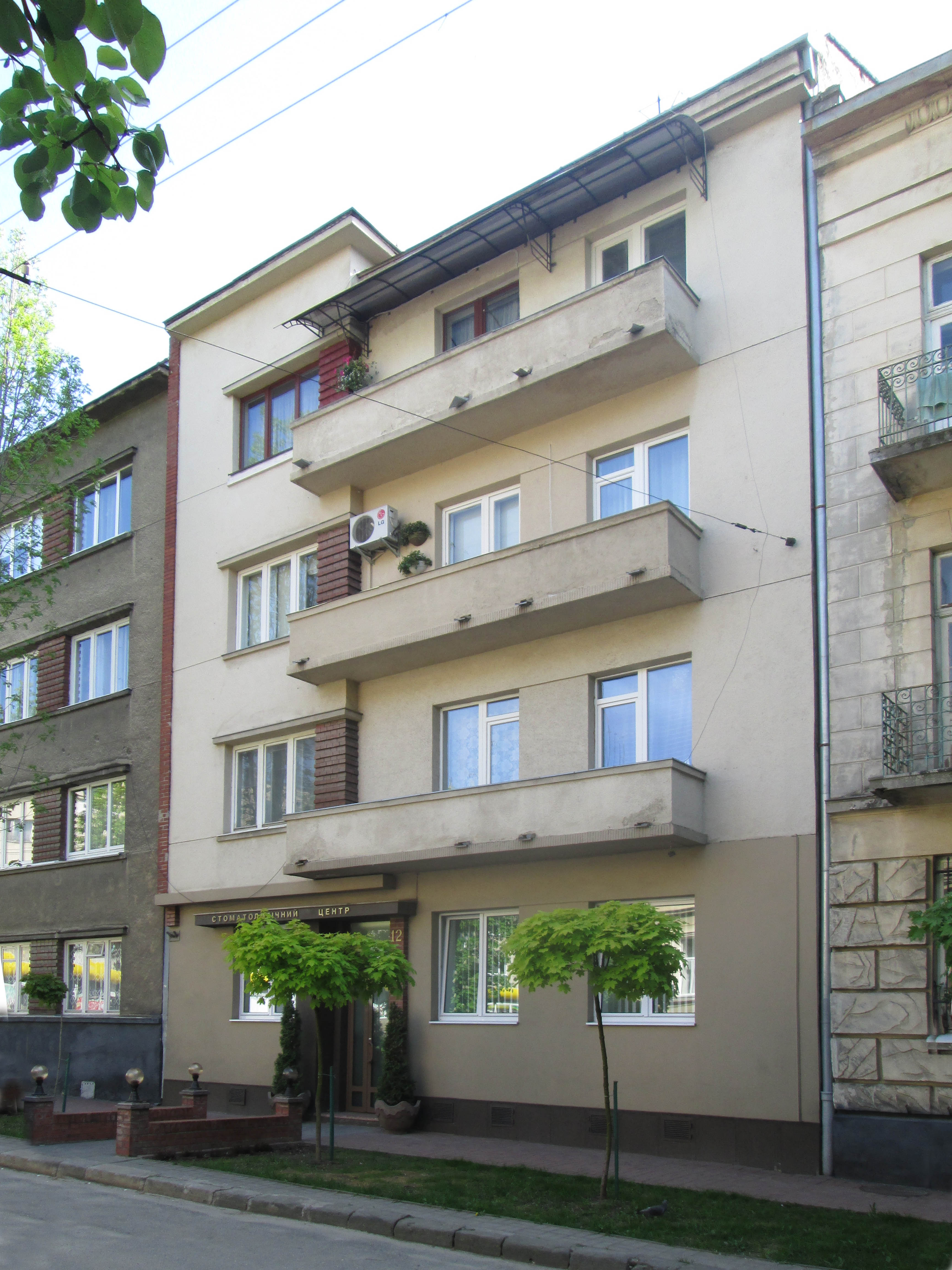
Житловий будинок (вул. Грицька Чубая, 12)